# Io (llenguatge de programació)
Io és un llenguatge codi obert de programació totalment orientat a objectes (OOP) inspirat per Smalltalk, Self, Lua, Lisp, Act1 i NewtonScript. Io té un model de programació basada en prototipus. Igualment que SmallTalk, tot és un objecte i utilitza tipat dinàmic. Com el llenguatge Lisp, els programes són com arbres de dades, i Io utilitza el model Actor per a implementar la concurrència.

## Arquitectura
- Io és un llenguatge interpretat en una màquina virtual.
- Io és molt compacte (~10K línies de codi) per a tenir rapidesa (comparat a Python, Perl, Ruby).
- Simplicitat per a enllaçar a biblioteques de llenguatge C.

## Exemples de codi
- Visualitzar "Hola món" :"Hola món\n" print
- Funció factorial :

```
factorial
 
:=
 
method
 
(
n
,

if
 

(
n
 
==
 
1
,

 
return
 
1
,

 
return
 
n
 
*
 
factorial
(
n
 
-
 
1
))

)

```